# Daemonorops aurea
Daemonorops aurea är en enhjärtbladig växtart som beskrevs av Renuka och Vijayak. Daemonorops aurea ingår i släktet Daemonorops och familjen Arecaceae.
Artens utbredningsområde är Andamanerna. Inga underarter finns listade i Catalogue of Life.